# Родниковський сільський округ (Мартуцький район)
Роднико́вський сільський округ (каз. Родников ауылдық округі, рос. Родниковский сельский округ) — адміністративна одиниця у складі Мартуцького району Актюбінської області Казахстану. Адміністративний центр та єдиний населений пункт — село Родниковка.
Населення — 1406 осіб (2021; 1952 у 2009, 2468 у 1999, 2408 у 1989).
Станом на 1989 рік існувала Родниковська сільська рада (села Бурте, Драгомировка, Калиновка, Родниковка, Синтас) Актюбінського району. 1997 року сільський округ був переданий до складу Мартуцького району. Села Акбулак, Бурте, Бутак та Синтас були ліквідовані 2012 року.

## Склад
До складу округу входять такі населені пункти:
| Населений пункт  | Колишні назви | Населення, осіб (1989) | Населення, осіб (1999) | Населення, осіб (2009) | Населення, осіб (2021) |
| ---------------- | ------------- | ---------------------- | ---------------------- | ---------------------- | ---------------------- |
| Родниковка, село | -             | 1997                   | 2097                   | 1814                   | 1406                   |
| --Акбулак, село  | Калиновка     | 105                    | 83                     | 25                     | -                      |
| --Бурте, село    | -             | 145                    | 145                    | 48                     | -                      |
| --Бутак, село    | Драгомировка  | 85                     | 91                     | 65                     | -                      |
| Синтас, село     | -             | 76                     | 52                     | 0                      | -                      |